# 武雄北中継局
武雄北中継局（たけおきたちゅうけいきょく）は、佐賀県武雄市に置かれていたミニサテライト局である。

## 概要
- 中継局名：武雄北中継局
- 所在地：武雄市武内町大字梅野字大谷乙16201番地8号

## 歴史
- 1975年（昭和50年）12月26日 - NHK佐賀放送局アナログテレビ開局
- 1990年（平成2年）3月4日 - サガテレビアナログ開局
- 2011年（平成23年）7月24日 - 廃局

## 送信施設概要

### デジタルテレビ
| リモコンキーID | 放送局名 | 呼出符号 | 物理チャンネル | 空中線電力 | ERP | 放送対象地域 | 放送区域内世帯数 | 本放送開始日 |
| 非該当         |          |          |                |            |     |              |                  |              |

### アナログテレビ
| 放送局名          | チャンネル | 空中線電力        | ERP                 | 放送対象地域 | 放送区域内世帯数 |
| NHK佐賀教育テレビ | 53ch       | 映像3W /音声750mW | 映像18.5W /音声4.6W | 全国         | 約-世帯          |
| NHK佐賀総合テレビ | 57ch       | 映像3W /音声750mW | 映像18.5W /音声4.6W | 佐賀県       | 約-世帯          |
| stsサガテレビ     | 55ch       | 映像3W /音声750mW | 映像18.5W /音声4.6W | 佐賀県       | 約-世帯          |